# Caroline Mathilde af Slesvig-Holsten-Sønderborg-Augustenborg
Caroline Mathilde af Slesvig-Holsten-Sønderborg-Augustenborg (25. januar 1860 – 20. februar 1932) var en prinsesse af Augustenborg, der var hertuginde af Glücksborg fra 1885 til 1934. Hun var den næstældste datter af Hertug Frederik Christian August af Slesvig-Holsten-Sønderborg-Augustenborg i hans ægteskab med Adelheid af Hohenlohe-Langenburg og blev gift med Hertug Frederik Ferdinand af Slesvig-Holsten-Sønderborg-Glücksborg i 1885.